# Truká
Truká (Trucá), pleme američkih Indijanaca iz brazilske države Pernambuco. Jezično su ostali neklasificirani. Od 909 etničkih Truka (1995 AMTB) koji žive na otoku Ilha da Assunção na rijeci rio São Francisco (općina Cabrobó) danas svi govore portugalskim jezikom.

## Vanjske poveznice
- Truká  Arhivirana inačica izvorne stranice od 16. rujna 2008. (Wayback Machine)